# Oberer Felbergrabenbach
Der Obere Felbergrabenbach ist ein gut 0,5 Kilometer langer Waldbach im Gebiet der Marktgemeinde Gratkorn im Bezirk Graz-Umgebung in der Steiermark. Er entspringt in einem südöstlichen Ausläufer des östlichen Grazer Berglandes und durchfließt diesen, ehe er kurz vor dem Übergang zum Gratkorner Becken von rechts kommend in den Felberbach mündet.

## Verlauf
Der Obere Felbergrabenbach entsteht in einem Waldgebiet am südlichen Hang der Ferstlhöhe auf etwa 512 m ü. A. rund 130 Meter südwestlich des Hofes Forstbauer.
Der Bach fließt anfangs für etwa 100 Meter ziemlich gerade nach Süden, ehe er auf einen nach Ostsüdost führenden Verlauf schwenkt. Dabei umrundet der Bach einen nach Süden streichenden Ausläufer der Ferstlhöhe. Nach etwa 330 Meter auf diesem Lauf erreicht der Obere Felbergrabenbach mehrere Gebäude. Bei diesen Gebäuden biegt sein Lauf nach Südosten ab. Auf diesen Kurs verbleibt der Bach bis zu seiner Mündung. Der Obere Felbergrabenbach mündet nach gut 0,5 Kilometer langem Lauf mit einem mittleren Sohlgefälle von rund 11 ‰ etwa 62 Höhenmeter unterhalb seines Ursprungs etwa 30 Meter östlich der Straße Oberer Felbergraben und rund 230 Meter südwestlich des Hofes Felberbauer in den Felberbach.
Auf seinem Lauf nimmt der Obere Felbergrabenbach keine anderen Wasserläufe auf.